# Nancy Luce

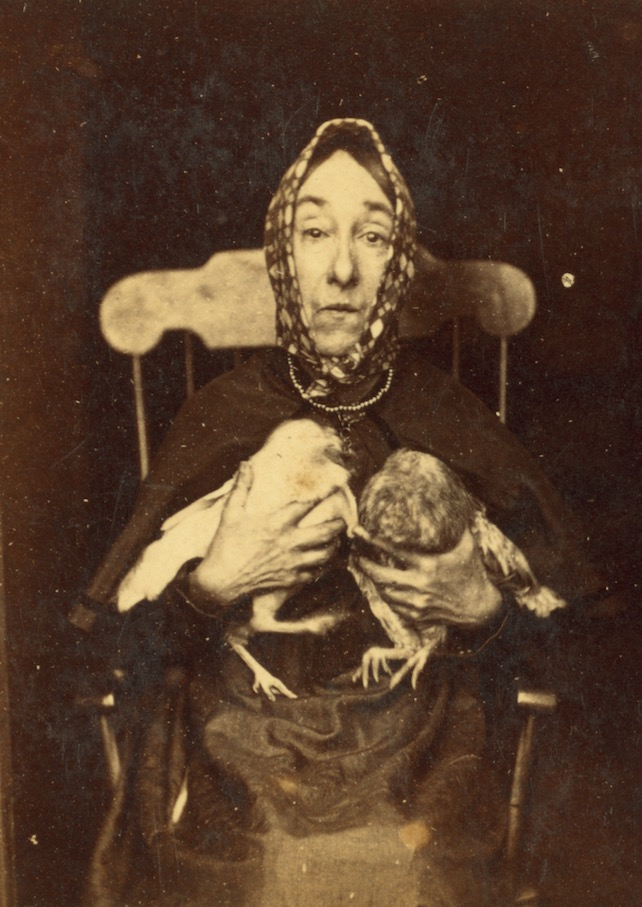
Nancy Luce, 1870er Jahre

Nancy Luce (* 23. August 1814 in West Tisbury; † 9. April 1890 in West Tisbury) war eine Lyrikerin und Volkskünstlerin, die auf Martha’s Vineyard vor der Südküste von Cape Cod, Massachusetts, lebte.

## Leben
Nancy Luce wurde 1814 auf dem Bauernhof in der Nähe von Tiah's Cove in West Tisbury als einziges Kind von Philip Luce und Anne Manter geboren. Sie verbrachte ihr ganzes Leben dort, sorgte für die Farm und bis zu deren Tod für ihre kränkelnden Eltern. Außerdem strickte sie für die Seeleute Wollfäustlinge und Strümpfe aus eigener Schafwolle, die sie im knapp neun Meilen entfernten Edgartown bei einem Händler gegen Waren wie Reis, Indigo, Kaffee, Gewürze und Tabak tauschte, die sie dann in einem Laden auf ihrem eigenen Grundstück weiterverkaufte. Alle Waren transportierte sie mit ihrem Pferd. In jungen Jahren liebte sie es zu reiten. Im Jahr 1840 erkrankte sie selbst chronisch, so dass sie nicht mehr reiten konnte. Sie war 27, als ihre Mutter starb, und 31 beim Tod ihres Vaters. Der Antrag einiger Nachbarn beim Stadtrat, die eventuell Luces Felder begehrten, zur Einsetzung eines Vormunds wegen „Geisteskrankheit und Schwachsinn“ wurde dank Luces Hausarztes abgewiesen, der dem vorsitzenden Richter die Geschäftsfähigkeit seiner Patientin als Grundstückseigentümerin bescheinigte. Als sie wiederholt zum Ziel von Hohn und Spott junger Burschen wurde, schrieb sie Briefe an die Zeitung, in denen sie die Stadt aufforderte, die Belästigung gegen sie und ihre Hühner abzustellen und die Jungen fernzuhalten.
Sie kümmerte sich nur noch um die Tiere auf ihrer Farm, die sie als ihre einzigen Freunde bezeichnete. Eine enge Bindung hatte sie zu ihrer dreibeinigen Kuh und einer Hausziege, deren Tod um 1840 tiefe Trauer in ihr auslöste, während sie auf die Gesellschaft von Menschen weniger Wert legte. Die große Leidenschaft in ihrem Leben war die Liebe zu ihren Bantam-Zwerghühnern, denen sie oft phantasievolle Namen wie Ottee Ophete, Pondy Lilly, Letoogie Tickling, Teeddla Toona, Levendy Ludandy, Ada Queetie, Beauty Linna und Poor Tweedle Dedel gab.
Sie schrieb Briefe über die Hühnerhaltung an die örtlichen Zeitungen, und begann, Gedichtbände über ihre weiblichen Hühner zu veröffentlichen. Durch ihre „Hühner-Elegien“ aus freien Versen erlangte Luce eine gewisse Berühmtheit. Für ihre erste Gedichtsammlung über ihre geliebten verstorbenen Hühner Poor Little Hearts, die sie zwischen 1860 und 1866 veröffentlichte, fand sie einen Verleger in New Bedford. 1865 schrieb sie Sickness, Etc und 1871 erschien Doctoring hens, Bücher über die Pflege und Behandlung kranker Hühner. Vollständige Ausgaben ihrer Gedichte A complete edition of the works of Nancy Luce wurden 1871, 1875 und 1888 veröffentlicht. Ihre Bilder und Zeichnungen aus dieser Zeit sind nicht erhalten geblieben.

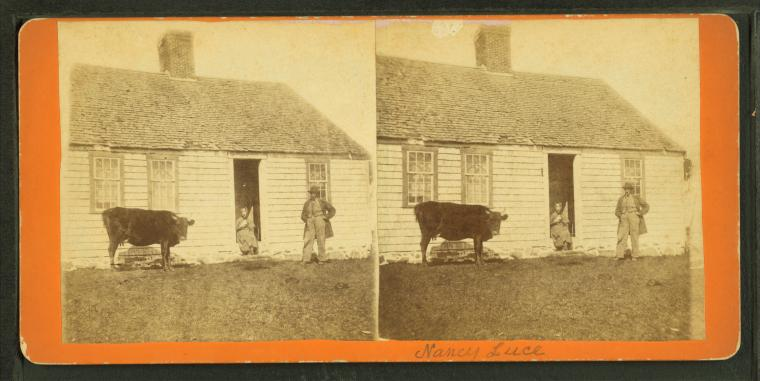
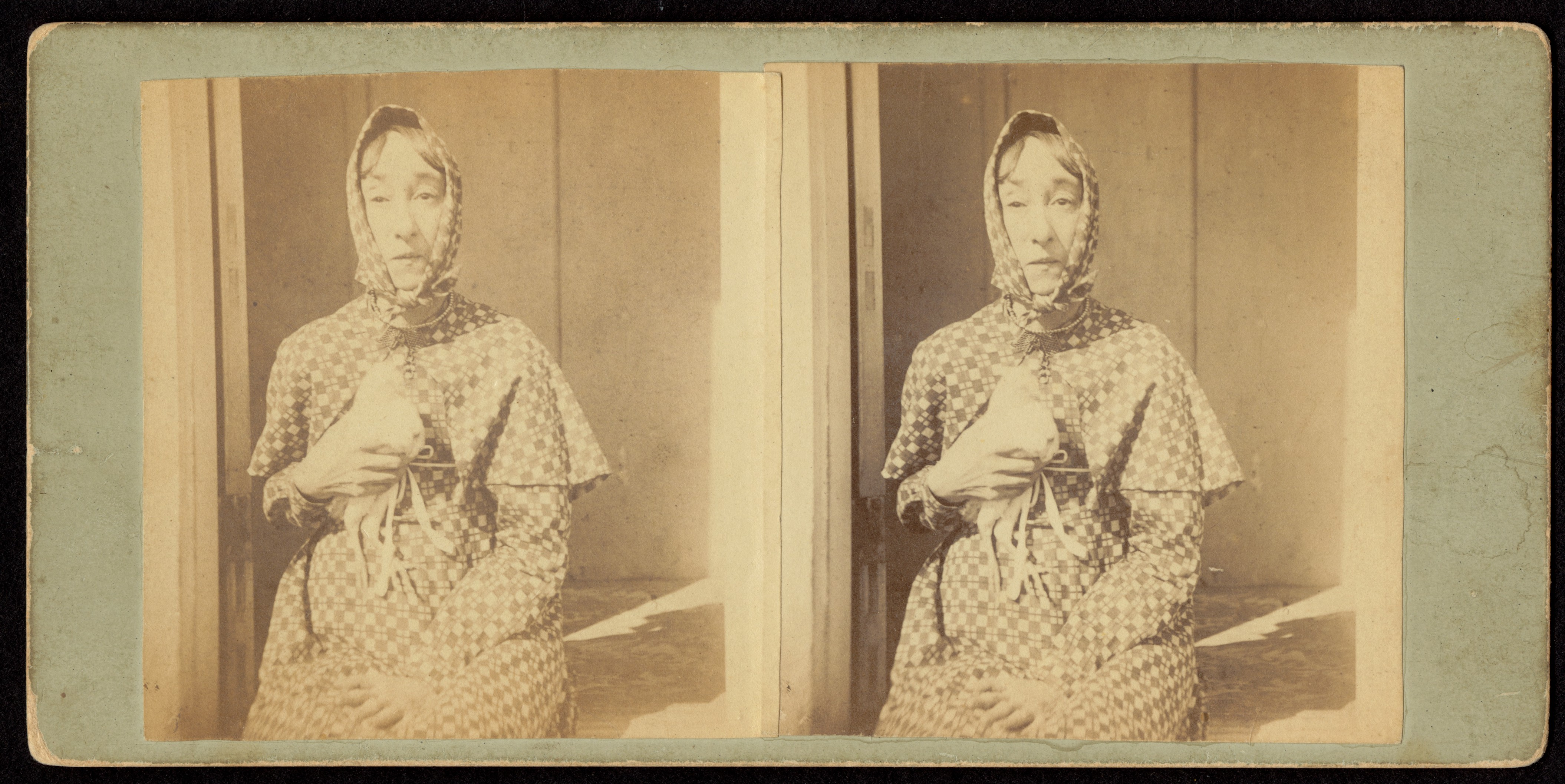

Daneben ließ sie professionelle Porträts und Stereoskopien, auf denen sie mit ihren Hühnern posierte, anfertigen. So konnte sie ihren Lebensunterhalt durch das Züchten von Hühnern und ihre Betätigung als Volkskünstlerin, Dichterin, Schriftstellerin und Geschäftsfrau sicherstellen, indem sie Eier von ihren Zwerghühnern zum Kauf anbot, selbstgezeichnete Bilder und die Fotos und selbstverfassten Bücher vertrieb. Sie verkaufte unzählige Hefte an Touristen, die in Scharen zu ihrem Häuschen und ihrem kleinen Laden auf dem Grundstück kamen, um sie zu besuchen und Andenken zu kaufen. Als sich Martha’s Vineyard nach dem Bürgerkrieg im späten 19. Jahrhundert zu einer Sommerfrische entwickelte, verbreitete sich Luces Bekanntheit auch außerhalb der Insel. Touristen, die auf einer eintägigen Planwagenfahrt zu den Gay Head Cliffs waren, besuchten auf halber Strecke die Farm der „schillerndsten Exzentrikerin der Insel“. Sie galt als „eine der bekanntesten historischen Persönlichkeiten der Insel“. Da Luce ihre Hühner auf dem Grundstück begrub, wurde ihre Sammlung von Marmorgrabsteinen für ihre Hühner, in die ihre Namen eingraviert sind, zu einer eigenen Touristenattraktion. Luce starb 1890 und wurde auf dem Friedhof von West Tisbury beigesetzt. Zum Todestag von Nancy Lucy werden jährlich Hühnerfiguren von Besuchern an ihrem Grab abgelegt.

## Vermächtnis
Die John Hay Library der Brown University beherbergt den Nachlass von Nancy Luce, darunter zahlreiche Manuskripte und anderes zugehöriges Material, die Walter Magnes Teller für eine Biografie über Nancy Luce auswertete. Sie erschien erstmals 1984 unter dem Titel Consider Poor I, The Life And Works of Nancy Luce und wurde vom Martha’s Vineyard Museum neu aufgelegt. Das Buch enthält auch Luces Gedichte und wurde von der Duke's County Historical Society landesweit veröffentlicht.
Die Marmor-Grabsteine der Hühner, die sie zum Gedenken an verstorbene Hühner anfertigte, sind in der Dauerausstellung des Martha’s Vineyard Museums zu sehen. 2014 widmete das Museum  ihr eine Ausstellung mit dem Titel Nancy Luce: Madonna of the Hens (Nancy Luce: Madonna der Hühner). und veranstaltet seit 2019 jährlich den „Nancy Luce Day“.
Sechs Hühner im Los Angeles Zoo tragen die Namen von Luces Tieren.